# 셉티드
셉티드(본명: 박위림, 1997년 8월 26일~)는 대한민국의 리그 오브 레전드 프로게이머로 아이디는 Cepted이다. 포지션은 미드라이너이며 현재 리가 마스터 플로우의 언데드 게이밍에서 활동하고 있다.

## 선수 생활
2016년 6월 16일, 에버8 위너스에 입단하면서 프로 커리어를 시작했다. 서머 시즌 간간히 출전했다.
2017 스프링 시즌 팀의 주전으로 활동했으며 팀의 챌린저스 우승에 기여했다. 승강전에서도 팀의 LCK 승격에 기여했다. 서머 시즌 동안 좋은 모습을 계속 보여주였다. 하지만 팀은 좋지 못한 모습을 계속 보여주었으며 팀은 승강전으로 내려가게 되었다. 이후 승강전에서 팀은 챌린저스로 강등되었다.
2018시즌을 앞두고 로열 밴디츠에 입단했다. 윈터 시즌 좋은 모습을 보이며 팀의 준우승에 기여했다.
2018년 6월, 펀플러스 피닉스에 입단했다. 서머 시즌에서는 용병 출전 제한 문제로 많이 출전하지 못했다. 2019시즌을 앞두고 도인비가 영입되면서 2군으로 내려갔다. 2019시즌 종료 후 팀에서 퇴단했다.
2020년 5월, WhereAreyouFrom 소속으로 챌린저스 승강전에 참가했다.
2020년 7월, 어썸 스피어에 입단했다. 서머 시즌 좋은 모습을 보여주면서 챌린저스 우승에 기여했다.
2021시즌을 앞두고 언데드 게이밍에 입단했다.

## 소속팀
| # | 팀명            | 소속 기간             | 소속 리그 | 비고 |
| - | --------------- | --------------------- | --------- | ---- |
| 1 | 에버8 위너스    | 2016.06.16~2017.12.09 | CK LCK    |      |
| 2 | 로열 밴디츠     | 2017.12.09~2018.05.03 | TCL       |      |
| 3 | 펀플러스 피닉스 | 2018.06.23~2019.11.18 | LPL       |      |
| 4 | WhereAreyouFrom | 2020.05               | 아마추어  |      |
| 5 | 어썸 스피어     | 2020.07.17~2020       | CK        |      |
| 6 | 언데드 게이밍   | 2021.01.15~           | LMF       |      |

## 수상 내역
- 리그 오브 레전드 챌린저스 코리아 스프링 2017 우승
- 터키 챔피언십 리그 윈터 2018 준우승
- 리그 오브 레전드 챌린저스 코리아 서머 2020 우승